# Período Bubalus

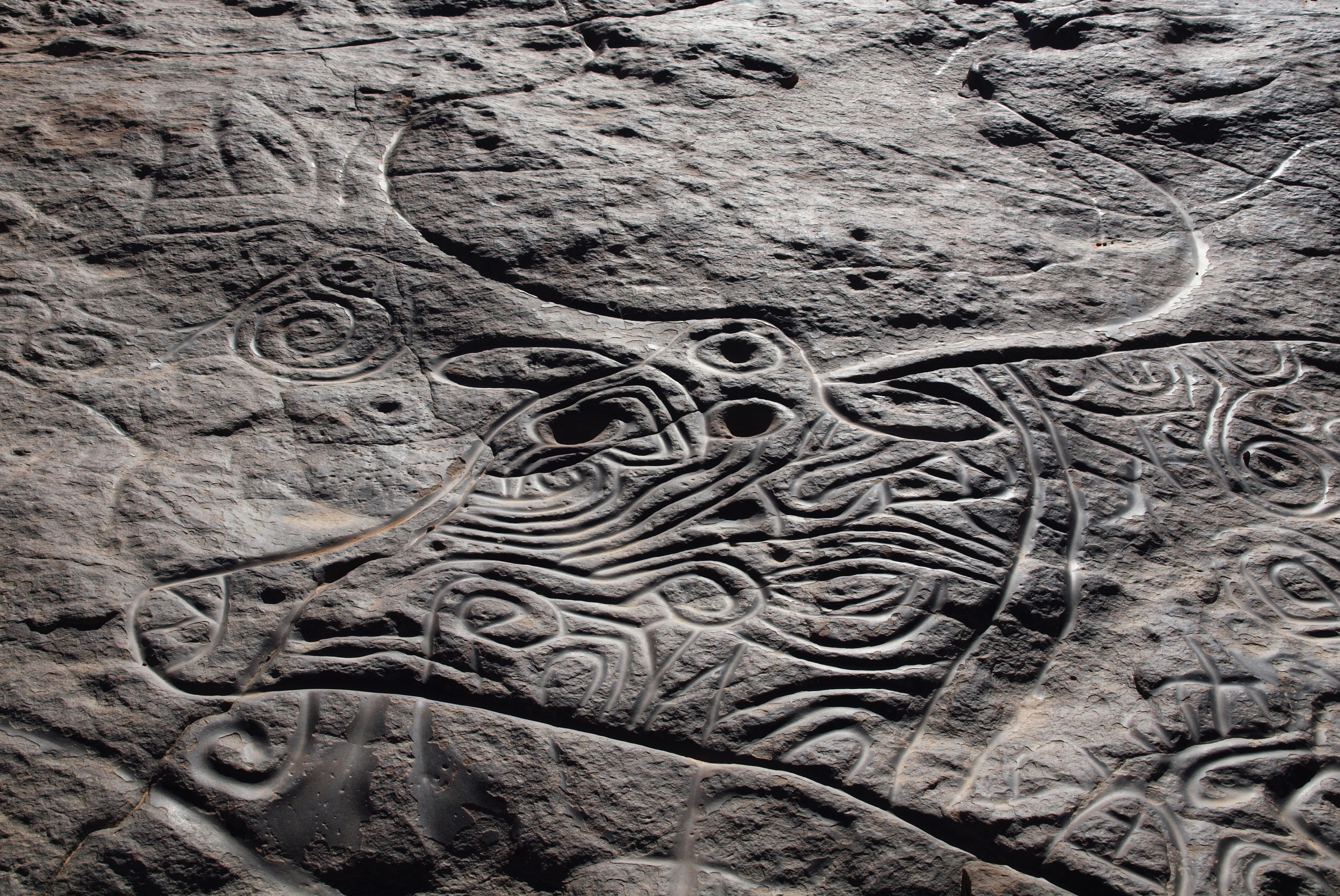
Talla rupestre del bubalus del mismo nombre

El período Bubalus, Bubaline o gran fauna salvaje es la forma más temprana de arte rupestre del Sahara Central, creado en un estilo grabado, que se ha fechado entre 10 000 a. C. y 7000 a. C.. El período bubalino es seguido por el período Kel Essuf. No hay imágenes de cerámica, ganado o cultivos, lo que significa que estas tallas probablemente fueron producidas por una cultura de cazadores-recolectores y no por un cultura pastora, aunque los dos pueden haber existido simultáneamente durante un breve período de tiempo. La mayoría de los grabados rupestres en el estilo de gran fauna salvaje se encuentran en lo que se conoce como la región del Magreb del Sahara, que abarca una amplia área que comprende Argelia, Marruecos y Túnez, específicamente, la región de Fezán en el suroeste de Libia.
La mayor parte del arte rupestre bubalino grabado aparece en la región norteña de Tassili, en Wadi Djerat. Los instrumentos de Levallois en el área pueden indicar que el arte rupestre bubalino fue desarrollado por ateriense.
Los nombres de este estilo particular de arte rupestre -"Gran fauna salvaje" y "Bubalus"- se refieren al tema representado en la mayoría de los grabados. La mayor parte del arte del período bubalus consiste en animales que habrían sido abundantes en la región cuando era fértil: jirafas, elefantes y una especie de bovino ahora extinta conocida como Bubalus antiquus. Las imágenes son casi de tamaño natural y de estilo bastante naturalista. Las imágenes se han tallado en líneas blancas que fluyen continuamente que hacen que sea fácil olvidar que cada imagen fue minuciosamente pulida en las paredes rocosas a mano. Una característica distintiva de este estilo son las patas redondeadas y de gran tamaño de los animales.
Otros temas representados en las tallas incluyen humanos y humanos con cabeza de animal (un tema que está muy extendido en el arte del antiguo Egipto). Los hombres se muestran armados con garrotes, lanzando palos, hachas y arcos, pero nunca lanzas. Una imagen muestra a un rinoceronte de espaldas, rodeado de humanos con cabeza de chacal armados con garrotes. Las interpretaciones de esta imagen son objeto de debate, pero algunos creen que escenas de caza como estas pueden referirse a la "magia de caza", un intento ritual de controlar a los animales que cazaban. Otros piensan que es probable que las imágenes tengan un significado religioso mucho más profundo que eso, pero nada se ha determinado con certeza con respecto a una interpretación. Sabemos que los humanos con cabeza de animal representados aquí definitivamente precedieron a los que se vieron en Egipto.
Después de que el Sahara se convirtiera en el desierto que conocemos hoy (hace 1000 a. C.), la mayoría de sus antiguos habitantes emigraron a otras partes de África, llevándose su cultura con ellos. Muchos estilos artísticos a lo largo de la historia africana deben sus orígenes al arte rupestre temprano del Sahara.